# Juridiska fakulteten vid Uppsala universitet

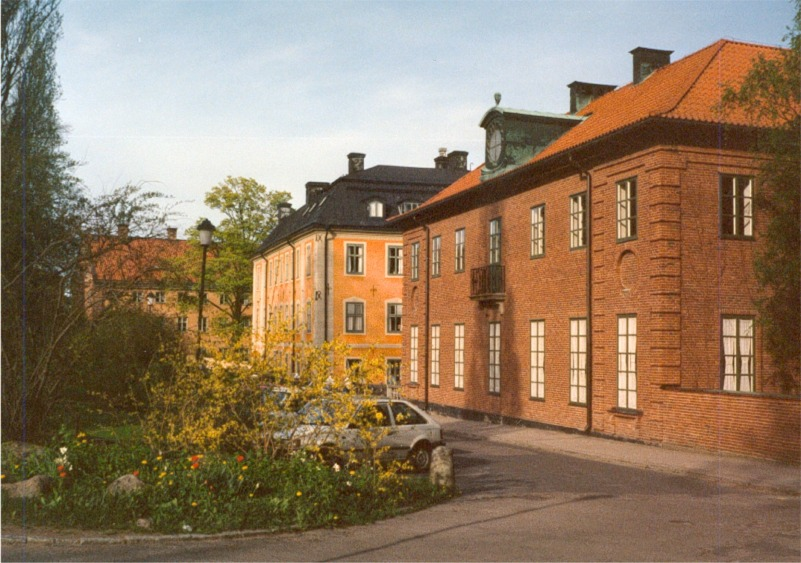
Från höger till vänster Värmlands nations hus, Oxenstiernska huset och Skytteanum (Statsvetenskapliga institutionen).

Juridiska fakulteten vid Uppsala universitet är Nordens äldsta juridiska fakultet som finns sedan Uppsala universitet grundades år 1477. Juridiska fakulteten har endast en institution; den juridiska institutionen, även kallad Juridicum.
Kopplade till Juridiska fakulteten är ett flertal centra, fora och nätverk, bland andra Swedish Institute of International Law (SIFIR), Institutet för fastighetsrättslig forskning (IFF) och Akademin för Immaterial-, Marknadsförings- och Konkurrensrätt (IMK) Juridicum finns i Oxenstiernska huset, som ligger mitt emot domkyrkan vid Riddartorget i Uppsala, och hade även länge lokaler i gamla badhuset vid Gamla torget i Uppsala. Hösten 2016 flyttade delar av Juridicums verksamhet från Gamla torget till Kvarteret Munken. Oxenstiernska huset användes tidigare som nationshus av Värmlands nation.
Den senaste stora ombyggnaden av Juridicum var färdigställd till årsskiftet 1981-1982. För tillfället pågår ett nytt stort bygg- och flyttprojekt av hela Campus Gamla Torget, i vilken Juridiska fakulteten ingår. Även Dag Hammarskjöld och Juridiska biblioteket har deltagit i flytten och har sedan januari 2016 sina lokaler i Regnellianum på Slottsgränd 3 i Uppsala, efter att tidigare ha funnits i före detta stadsbibliotekets lokaler vid Östra Ågatan.

## Kända alumner och personal
- Anders Agell (1930-2008) - professor i civilrätt
- Anders Perklev (1960-) - riksåklagare
- Anna Skarhed (1952-) - hedersdoktor vid fakulteten, justitieråd och justitiekansler
- Ardalan Shekarabi (1978-) - politiker och statsråd
- Bertil Bengtsson (1926-) - professor i civilrätt och justitieråd
- Carl Svernlöv (1964-) - adj. professor i associationsrätt och advokat
- Dag Hammarskjöld (1905-1961) - generalsekreterare för FN
- Dan Eliasson (1961-) - generaldirektör och rikspolischef
- Elisabet Fura (1954-) - chefjustitieombudsman och domare i Europadomstolen
- Elsa Eschelsson (1861-1911) - Sveriges första kvinnliga juris doktor
- Erik Ullenhag (1972-) - politiker och ambassadör
- Fredrik Sterzel (1934-) professor och justitieråd
- Fredrik Wersäll (1951-) - justitieråd, riksåklagare och hovrättspresident
- Eva Andén (1886-1970) - Sveriges första kvinnliga advokat
- Gunnar Strömmer (1972-) - advokat och grundare av Centrum för rättvisa
- Göran Lambertz (1950-) - justitiekansler och justitieråd
- Hans Blix (1928-) - politiker och generaldirektör för Internationella Atomenergiorganet
- Hans Corell (1939-) - svensk FN-diplomat
- Hjalmar Hammarskjöld (1862-1953) - statsminister
- Jan Stenbeck (1942-2002) - företagsledare och huvudägare för Kinnevik
- Johan Hirschfeldt (1942-) - hovrättspresident och jurist
- Karl Staaff (1860-1915) - statsminister
- Laila Freivalds (1942-) - statsråd
- Leif Mutén (1928-2016) - professor i internationell skatterätt
- Magnus Ulväng (1970-) - professor i straffrätt
- Marcus Wallenberg (1864-1943) - företagsledare och bankdirektör
- Mårten Schultz (1973-) - professor i civilrätt
- Nils Jareborg (1938-) - professor i straffrätt
- Oscar von Sydow (1873-1936) - statsminister
- Per Anger (1913-2002) - diplomat och medarbetare till Raoul Wallenberg
- Per Olof Ekelöf (1906-1990) - professor i processrätt
- Peter Nobel (1931-) - ämbetsman, advokat och generalsekreterare i svenska Röda Korset
- Petter Asp (1970-) - professor i straffrätt och justitieråd
- Sara Stridsberg (1972-) - författare och ledamot i Svenska Akademien
- Sten Heckscher (1942-) - ämbetsman, rikspolischef och ordförande i Högsta förvaltningsdomstolen
- Torgny Håstad (1943-) - professor i civilrätt och justitieråd
- Östen Undén (1886-1974) - professor i civilrätt och internationell privaträtt samt statsråd